# 브루나이 인민당
브루나이 인민당(PRB:Parti Rakyat Brunei)은 브루나이의 극좌파 정당이다. 
1962년 총선에서 승리한 뒤 여당이 되었으나 말레이시아로의 가입을 추진하려던 왕실과 마찰을 빚은 뒤 반란을 일으켰고, 이후 계엄령 선포와 함께 사실상 소멸하였다.
동남아시아에서 독립의 열풍이 불고, 1957년 말레이시아가 먼저 독립한 데 이어 싱가포르와 보르네오섬 북부에서도 비슷한 열풍이 일었다. 이 지역에서는 영국으로부터 최대한 빨리 독립하기 위해 말레이시아로의 가입을 추진하려는 움직임이 있었는데 특히 브루나이가 그랬다. 다른 지역이었던 사라와크와 사바에서는 말들이 많았었지만, 브루나이에서는 주저할 것도 없이 가입하려는 움직임을 보였다.
브루나이 인민당을 주도했던 A.M. 아자하리는 말레이시아에 가입하는 대신 사라왁, 사바와 함께 자신들만의 통일 국가를 건설하는 것을 목표로 했는데 그것이 바로 북보르네오 연방이었다. 1961년 가상의 북보르네오 연방의 총리에 취임했으나, 이는 연방에 반대했던 술탄 오마르 알리 사이푸딘 3세에 의해 비판의 대상이 되었다.
1962년 브루나이 역사상 유일의 총선이 치러졌고, 브루나이 인민당은 압승을 거두었다. 이리하여 정식 여당이 되었으나, 말레이시아로의 가입 반대와 공화정으로의 전환 등을 추진함으로써 왕실과 크게 대립했다. 여전히 실권을 쥐고 있었던 왕실은 재빨리 말레이시아로의 가입을 추진했고, 이에 12월 반란을 일으켰다. 하지만 왕실에 의해 진압되었고, 이어 계엄령이 떨어졌는데 현재까지 풀리지 않고 있다.
브루나이 인민당은 불법 정당이 되었고, 이후 해외에서 활동하고 있으나 정작 헤드쿼터인 브루나이 내에서는 활동하지 못함으로써, 사실상 소멸하였다. 오마르 알리 사이푸딘 3세는 이 반란을 무시하고 말레이시아로의 가입을 추진하였으나, 본인들도 여러모로 아니다라고 판단하였고, 끝내 가입 의사를 철회하였다. 1963년 9월 16일 지금의 말레이시아가 새로 태어났을 때, 브루나이는 그 안에 없었다. 아자하리는 그 후 인도네시아로 망명했으며 그곳에서 죽었다.